# Prima del temporale
Prima del temporale è un album della cantante italiana Gigliola Cinquetti, pubblicato nel 1997.

## Il disco
L'album è una ristampa dell'LP del 1991 Tuttintorno, con artwork, ordine delle tracce e titolo diversi. Il disco vede la partecipazione di Enrico Ruggeri come autore di due tracce del disco.

## Tracce
1. Io sono tua - 4:23
2. Prima del temporale (di Enrico Ruggeri) - 4:01
3. Quel tuo cuore da re - 3:55
4. Le amiche - 4:04
5. Le storie - 3:01
6. Luna vagabonda - 3:09
7. Come viviamo questa età - 4:06
8. Abbassando - 3:26
9. Notte di stelle (di Enrico Ruggeri) - 3:48
10. Odor di maggio - 3:30